# Casa Antònia Puget
La Casa Antònia Puget és un edifici d'habitatges modernista al carrer d'Ausiàs Marc, 22 de l'Eixample de Barcelona, catalogat com a bé cultural d'interès local. Es troba al costat de les Cases Manuel Felip, de l'arquitecte Telm Fernández.

## Història
El 1904, Antònia Puget i Martí, vídua de Forasté, que havia adquirit la parcel·la a Manuel Felip, va demanar permís per a construir-hi un edifici segons el projecte de l'arquitecte Roc Cot i Cot. Tanmateix, a la necrològica d'aquest a l'Anuari de l'Associació d'Arquitectes de Catalunya es constata que la seva contribució és extensible només a l'acabament i decoració de l'edifici, atribuint l'autoria a Ramon Viñolas i Llosas. Ambdós arquitectes són de la mateixa generació i és probable que haguessin col·laborat en aquest projecte.
Des de l'any 2002, els magatzems de la planta baixa són ocupats per l'Espai Volart de la Fundació Vila Casas, un centre d'exposicions temporals d'art contemporani.

## Descripció
Amb façana de pedra, consta de planta baixa, un pis principal i tres pisos més, l'últim d'ells embellit per un coronament de línies sinuoses. La simetria de la façana és trencada en una banda lateral pel mateix portal de la casa i, al capdamunt, una tribuna amb profusió d'elements escultòrics florals (situada, com és costum, al pis principal).
A la planta baixa hi ha quatre obertures en forma d'arc, de les quals la que hi ha sota la tribuna és la corresponent a l'entrada principal de l'edifici. Les altres són entrades a un antic magatzem. Cada porta té la seva pròpia llinda adovellada, encara que la que està més embellida correspon, com és lògic, a la de l'entrada principal.

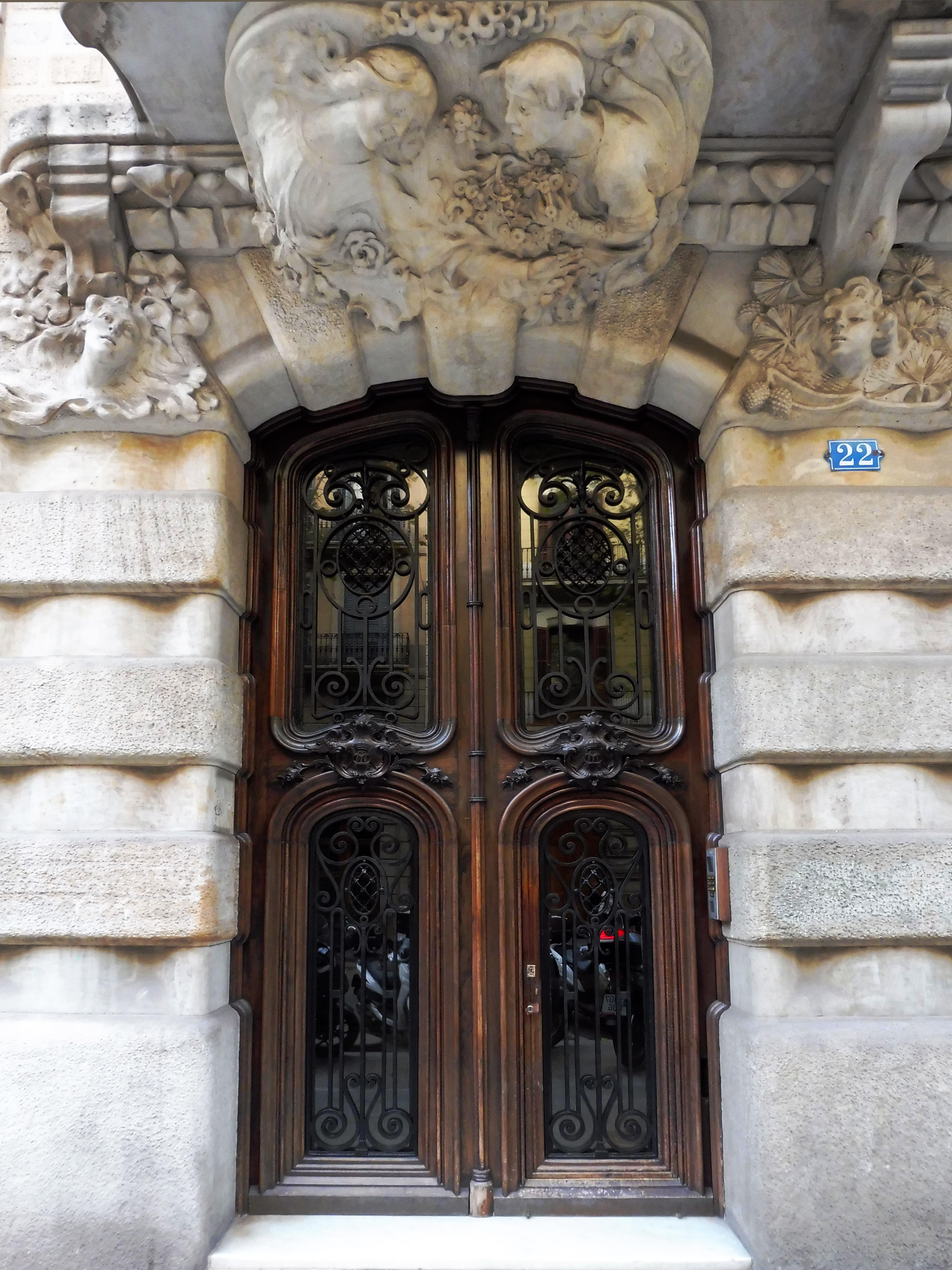
Porta

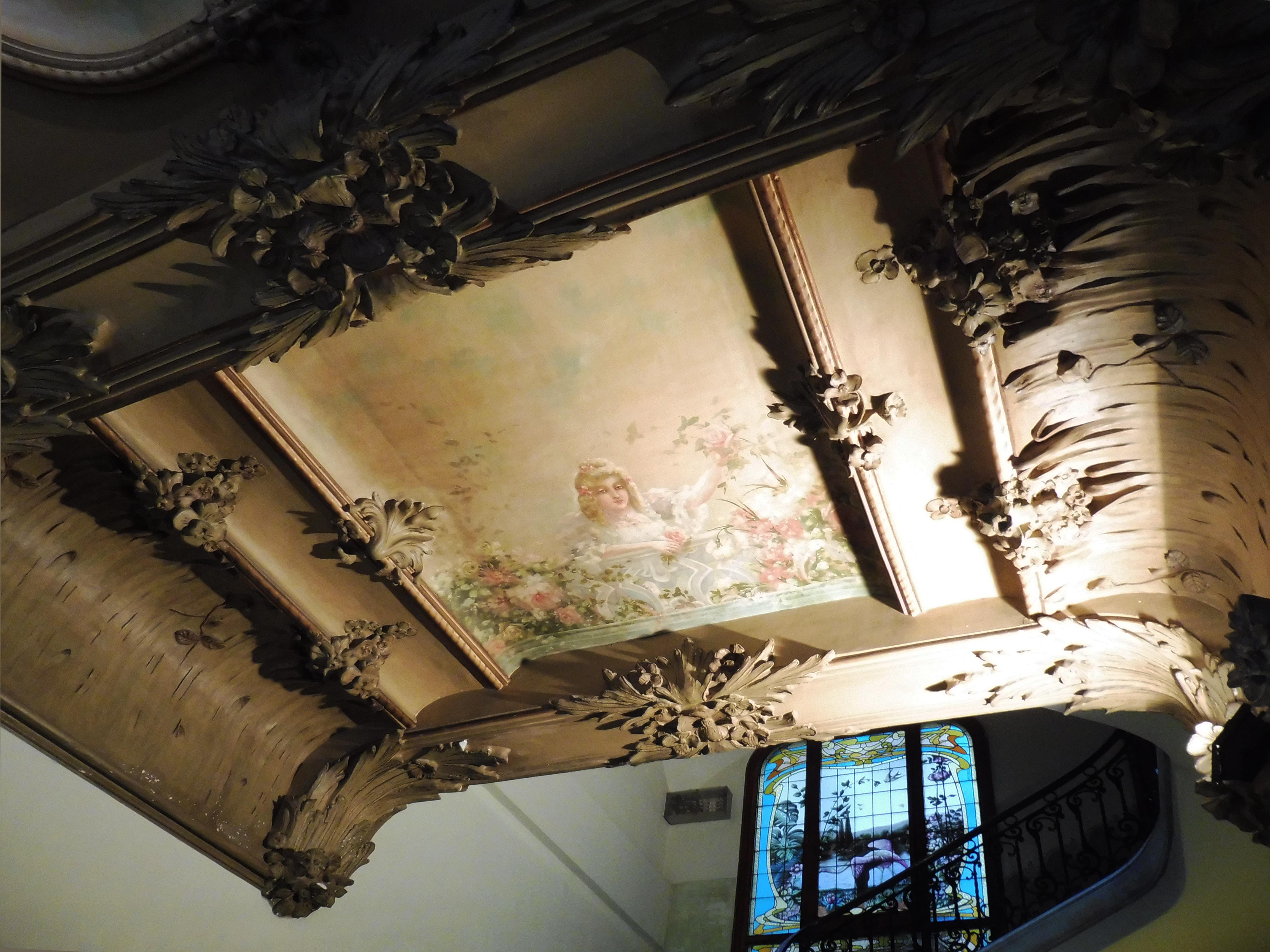
Sostre del vestíbul

Probablement, la característica més destacable de la façana és la seva profusió escultòrica, centrada en la temàtica floral tan utilitzada en el Modernisme. En els pilars entre porta i porta dels baixos hi figuren cinc relleus de caps femenins ornats amb motius de plantes, flors i fruits (nenúfars, pinyes, roses, raïm...), concretament esculpits a les dovelles d'arrencada dels arcs. Sota la tribuna es troba un relleu que presenta la bella imatge d'una noia i un noi envoltats de diverses flors. Cada balcó té, en la seva part inferior, la corresponent decoració escultòrica, encara que destaquen especialment els sota balcons del segon pis, que estan units formant un sumptuós fris amb ornamentació novament floral. A part de la decoració esmentada, cal observar també la delicadesa de les formes presents a les baranes de forja dels balcons.
Un cop a l'interior, es pot apreciar que el vestíbul d'accés també està ricament decorat. L'escala de marbre presenta un pilar molt treballat i coronat per una pinya. Els murs estan acompanyats de pilastres, arrambadors, esgrafiats (amb motius de llaços, flors, garlandes, etc.) i també un relleu representant Sant Antoni de Pàdua. El sostre té ornamentacions de guix i mostra una pintura decorativa central en tons pastel i amb la representació d'una dama recolzada en una balustrada envoltada de flors. Destaca especialment la llotja de porteria, realitzada enterament amb plafons decorats de vidre transparent i vitralls al capdamunt, tot combinat amb la labor del ferro forjat. Com és d'esperar, el conjunt exhibeix arranjaments de la natura.